# Paul Löffler (Heimatforscher)
Paul Löffler (* 21. Juni 1875 in Tübingen; † 13. September 1955 ebenda) war ein Tübinger Bahnbeamter und Gemeinderat, sowie Heimatforscher, der für seine Verdienste mit der Ehrenbürgerschaft geehrt wurde.

## Leben
Paul Löffler entstammte einer alten Tübinger Familie und arbeitete beruflich als Bürobeamter bei der Bahn – zunächst bei den Königlich Württembergischen Staats-Eisenbahnen, die 1920 in der Deutschen Reichsbahn aufgingen. Bis zu seiner früheren Ausscheidung aus dem Dienst im Jahre 1930 erreichte er den Posten Reichsbahnobersekretär.
Während seiner beruflichen Arbeit entwickelte sich der an der Heimat interessierte Löffler durch seine ausdauernde autodidaktische Arbeit zum Forscher, der Geschichte von manchen Tübinger Objekte oder Personen aufzeigen konnte. Er publizierte in der Jahresschrift „Tübinger Blätter“. Seine ersten Aufsätze erschienen noch während seiner Berufsarbeit, aber nach der Pensionierung haben sie zugenommen. Seit der Pensionierung wurde er außerdem in der Lokalpolitik verstärkt aktiv. Als Mitglied der  Deutschen Demokratischen Partei ließ er sich auf die Wahlliste für die Gemeinderatswahl vom 6. Dezember 1931 setzen und wurde gemäß der damaligen Wahlordnung für sechs Jahre zum Gemeinderat gewählt. Doch am 31. März 1933 wurde der Gemeinderat von den Nationalsozialisten zum Rücktritt gezwungen und in dem neuen gleichgeschalteten Gemeinderat war die DDP nicht mehr vertreten. Während der recht kurzen Zeit seiner Tätigkeit als Gemeinderat von einem guten Jahr ist er nicht besonders aufgefallen.
Als Heimatforscher war Löffler auch in der Zeit des Nationalsozialismus aktiv und populär. Er arbeitete im eigenen Interesse mit der Stadtverwaltung und der NSDAP-Führung gut zusammen. 1934, inspiriert von der Rundfunkansprache des Kreisleiters Hans Rauschnabel, schrieb er den Text für das Lied Mein Tübingen, das mit dem Refrain „Und als Wahlspruch über allem: Heimat, Volk und Vaterland“ endete. Das Gedicht wurde 1938 von dem Oberlehrer Paul Haarer vertont.
Seine Verdienste als Heimatforscher waren jedoch unbestritten und 1952 verlieh ihm der Tübinger Gemeinderat die Ehrenbürgerschaft für seine „Verdienste um Heimat- und Archivpflege“. Drei Jahre später starb Löffler im Alter von 80 Jahren.

## Aufsätze (Auswahl)
in „Tübinger Blätter“:
- Auf dem Tübinger Stiftskirchenturm, 1922/1924, S. 20ff.
- Aus dem Leben Friedrich Silchers, 1933, S. 33ff.
- Das Gutleuthaus zu Tübingen, 1934, S. 28ff.
- Der einstige Herbstenhof bei Tübingen, 1941, S. 28ff.

in „Tübinger Chronik“
- Aus dem Fremdenbuch der Sennhütte, 18. Oktober, 5. und 11. November 1924.

## Ehrungen
- Paul Löffler ist Ehrenbürger von Tübingen.[2]
- Der Paul-Löffler-Weg in Tübingen ist nach ihm benannt.